# Componente Auto Topoloveni
Componente Auto Topoloveni este o companie producătoare de piese și accesorii auto din România.
Compania este controlată de două persoane fizice - Popescu Victor, care deține 31,65% din titluri și Simescu Octavian (30,67%), restul titlurilor revenind altor acționari minoritari.
Titlurile companiei sunt listate pe piața Rasdaq la categoria de bază, sub simbolul COAU.
Societatea deține și compania SC Indagro Servcom SRL Topoloveni.
Cifra de afaceri:
- 2007: 26,5 milioane lei (7,1 milioane euro)[3]
- 2006: 31,9 milioane lei (9,1 milioane euro)[1]
- 2005: 36,4 milioane lei(10,7 milioane euro)[2]

Venit net:
- 2006: 0,4 milioane lei (0,1 milioane euro)[1]
- 2005: 1,2 milioane lei[2]